# Малиново (Сладковський район)
Мали́ново (рос. Малиново) — присілок у складі Сладковського району Тюменської області, Росія.
Населення — 183 особи (2010, 272 у 2002).
Національний склад станом на 2002 рік:
- росіяни — 89 %